# Clet Feliho
Clet Feliho (ur. 14 lutego 1954 w Konakry) – gwinejski duchowny rzymskokatolicki posługujący w Beninie, od 2000 biskup Kandi.

## Życiorys
Po ukończeniu szkoły średniej wyjechał do Beninu i uczył się w niższym seminarium duchownym w Djime. W 1974 wstąpił do seminarium w Quidah.
Święcenia kapłańskie przyjął 21 lipca 1979. Był m.in. proboszczem parafii w Segbana (1985-1991), kanclerzem i przewodniczącym Caritas archidiecezji Parakou (1995-1998) oraz proboszczem w Ouénou (1998-2000).

### Episkopat
29 kwietnia 2000 został mianowany przez papieża Jana Pawła II biskupem diecezji Kandi. Sakry biskupiej udzielił mu 10 czerwca tegoż roku ówczesny dziekan Kolegium Kardynalskiego, kard. Bernardin Gantin.